# Rony Jansson
Rony Jene Aleksi Jansson, född 10 januari 2004, är en finländsk fotbollsspelare som spelar mittback för den superettanklubben Kalmar FF.

## Tidig karriär
Jansson föddes i Esbo och började spela fotboll i GrIFKs ungdomslag i Grankulla. Eftere det bytte Jansson till HJK:s akademi 2018 och tillbringade en säsong i HJK:s reservlag Klubi 04 i den dåvarande finska andraligan Ykkösliiga 2021.

## Klubbkarriär

### Kalmar FF
Sommaren 2002 skrev Jansson skrev på för den svenska klubben Kalmar FF och registrerades först i trupperna för U19 och U21. Jansson berättade senare att han tackat nej till ett erbjudande från Genua innan han flyttade till Sverige.
Inför den allsvenska säsongen 2023 flyttades Jansson upp i Kalmar FF:s a-trupp.  Han gjorde sin allsvenska debut den 3 juli 2023 som avbytare och spelade 30 minuter i en oavgjord match (1–1) borta mot Mjällby. 
Den 3 augusti 2023 debuterade Jansson i Europaspelet då han sent i matchen ersatte Robert Gojani när Kalmar FF förlorade mot Pyunik Yerevan i kvalet till UEFA Conference League. 
Den 19 september 2023 förnyade  skrev Jansson på ett nytt fyraårskontrakt med Kalmar FF. 

## Landslagskarriär
Jansson kallades till Finlands U21-landslag för första gången den 24 augusti 2023 för matcherna i september men fick lämna återbud. Den 29 september kallades han till kvalmatcher till U21-EM mot Albanien och Rumänien den 13 respektive 17 oktober 2023.  

## Utanför planen
Jansson talar trots sitt svenskklingande namn inte svenska som modersmål. Hans gammelfarmor var halvsvensk.

## Karriärstatistik
| Klubb     | Säsong          | Liga            | Liga    | Liga | Inhemsk cup | Inhemsk cup | Europaspel | Europaspel | Totalt  | Totalt |
| Klubb     | Säsong          | Division        | Matcher | Mål  | Matcher     | Mål         | Matcher    | Mål        | Matcher | Mål    |
| --------- | --------------- | --------------- | ------- | ---- | ----------- | ----------- | ---------- | ---------- | ------- | ------ |
| Klubi 04  | 2021            | Ykkönen         | 3       | 0    | 0           | 0           | —          | —          | 3       | 0      |
| Kalmar FF | 2022            | Allsvenskan     | 0       | 0    | 1           | 0           | —          | —          | 1       | 0      |
| Kalmar FF | 2023            | Allsvenskan     | 4       | 0    | 1           | 0           | 1          | 0          | 6       | 0      |
| Kalmar FF | 2024            | Allsvenskan     | 9       | 0    | 3           | 0           | —          | —          | 12      | 0      |
| Kalmar FF | Totalt i Kalmar | Totalt i Kalmar | 13      | 0    | 5           | 0           | 1          | 0          | 19      | 0      |
| Totalt    | Totalt          | Totalt          | 16      | 0    | 5           | 0           | 1          | 0          | 22      | 0      |